# Reboulia javanica
Reboulia javanica là một loài rêu trong họ Aytoniaceae. Loài này được Nees mô tả khoa học đầu tiên năm 1846. Danh pháp khoa học của loài này chưa được làm sáng tỏ. 